# Angelo Nuvoletta
Angelo Nuvoletta (Marano di Napoli, 22 de enero de 1942-Parma, 20 de octubre de 2013) era un criminal italiano, jefe del clan Nuvoletta.

## Carrera delictiva
Nació en Marano di Napoli en 1942. En los '60s, su padre inauguró una sociedad de terratenientes. En los '70s, la política de desterrar a los mafiosos fuera de Sicilia fue contraproducente, porque también fueron capaces de establecer contactos en Italia continental. Los jefes Corleonesi Luciano Liggio y Totò Riina, por ejemplo, se asociaron con los Nuvoletta. En 1974, se selló la alianza con los sicilianos con la afiliación de Gaspare Mutolo a la Cosa Nostra en la casa de los Nuvoletta. Según Giuseppe Di Cristina, el clan tenía una refinería en nombre de Liggio. Entonces los camorristas y mafiosos llegaron a un acuerdo para el contrabando de cigarrillos en el puerto de Nápoles. Con el tiempo se involucran en el tráfico de cocaína a través de Umberto Ammaturo. 

### Guerra de la Camorra
En 1978, nació la Nuova Famiglia a través de sus alianzas con Cosa Nostra para combatir a Cutolo porque este último odiaba la interferencia de los sicilianos. En 1983, la Segunda guerra de la mafia también tuvo sus consecuencias en la Camorra dividiendo la NF porque Bardellino estaba aliado con Buscetta y los Nuvoletta con los Corleonesi. En 1984, su hermano Ciro fue asesinado por orden de Bardellino, quién después ordenó junto con Carmine Alfieri la masacre de Torre Annunziata en agosto de 1984. Como consecuencia a estos hechos, Los Nuvoletta-Corleonesi reaccionaron con la masacre de Poggio Vallesana (5 hombres de Bardellino-Buscetta masacrados).

### Asesinato del periodista Giancarlo Siani
Para finalizar la guerra, en junio de 1985, Los Nuvoletta vendieron a su aliado Valentino Gionta. Siani denunció que los Nuvoletta habían decidido el arresto de Gionta para llegar a una tregua con Antonio Bardellino. Y Los Nuvoletta, reaccionan asesinando a Siani.

## Captura y muerte
Tras la muerte de su hermano Lorenzo en 1994, Angelo se convirtió en el jefe del clan Nuvoletta hasta en mayo de 2001 cuando fue capturado tras 17 años prófugo y condenado a cadena perpetua bajo el régimen 41-bis por la masacre de Poggio Vallesana y el asesinato de Siani. Murió el 20 de octubre de 2013 en la prisión de Parma